# Фокин, Константин Владимирович
Константин Владимирович Фо́кин (18 июня 1940, Красноярск — 6 января 2023, Челябинск) — советский, российский художник, автор монументальных росписей, картин, гравюр, акварелей. Член Союза художников СССР (1975).

## Биография
Константин Фокин — потомок известной творческой династии. Его двоюродным дедом был знаменитый артист балета и балетмейстер Михаил Фокин (1880—1942 гг.), сподвижник Сергея Дягилева, организатора «Русских сезонов» в Париже.
Художник родился 18 июня 1940 года в Красноярске — можно сказать, на одной улице с Василием Суриковым, только на 98 лет позже. В пять лет Фокин тяжело заболел и рисование очень помогло ему в тот период. Его первый рисунок — патефон. «Мне очень нравился патефон своей необычной формой — мне казалось, что там внутри живёт маленький человечек и поет», — рассказывал художник..
В 1954 году семья переехала в Пермь, где Фокин начал заниматься в изостудии Дворца пионеров у Ю. Д. Михайленко (сейчас — Культурно-деловой центр «Мотовилиха»).

### Учёба
С 1957 по 1962 год Фокин учился в Свердловском художественном училище. В это время там преподавали известные художники Геннадий Мосин и Михаил Брусиловский, создавшие в соавторстве в 1962 году картину «1918-й», которая принесла им всесоюзную славу. Как преподаватели Мосин и Брусиловский оказали серьёзное влияние и способствовали формированию нового творческого поколения в уральском искусстве, ярким представителем которого стал Константин Фокин..
После окончания Свердловского художественного училища он продолжил обучение в Ленинградском высшем художественно-промышленном училище имени Веры Мухиной — с 1965 по 1970 год.

### Начало творческого пути
В первых работах, датированных началом 60-х, молодой художник находился под сильным влиянием кубистов, Сезанна и российских последователей французского постимпрессиониста — Машкова, Куприна, Фалька. Сумеречная, темная гамма, минимализм в использовании оттенков, нарочитая хаотичность композиции.
Во время учёбы в «Мухе» художник знакомится с русским авангардом. Представители этого художественного направления существенно обогатили палитру его приемов. Тем не менее он никогда не злоупотреблял их формалистскими хитростями.
С 1966 года Фокин активно участвует в художественных выставках.

### Вечности заложник
В Ленинграде определился графический стиль художника, но именно в Челябинске, куда Константин Владимирович переезжает в 1971 году, он сформировался как автор монументальных росписей и станковых работ. С этого времени начинается самый важный и плодотворный период творчества художника, когда наиболее ярко проявляется его талант«Профили» Константина Фокина. Почему Челябинск не может стать столицей изобразительного искусства. Новости Челябинска. Дата обращения: 11 августа 2020.. Он работает над монументальными полотнами из русской истории — «Казнь Степана Разина», «Самозванца везут», «Бабы», «1905», «Художник и его картина», создает серию работ, навеянных «Словом о полку Игореве», диптих «Петр I. Русское барокко» и «Ломоносов»
Как монументалист Фокин создал 67 авторских росписей на различных общественных объектах Южного Урала и Казахстана. Среди наиболее известных — потолочная роспись театра Челябинского тракторного завода, настенные росписи Челябинского кинотеатра «Родина», ресторанов «Уральские пельмени» и «Арктика» в Челябинске.
Фокин является многократным участником областных зональных и республиканских выставок.
Произведения мастера хранятся в Екатеринбургском, Челябинском и Пермском музеях изобразительных искусств, Магнитогорской картинной галерее, в частных собраниях в России и за рубежом.

### Наставничество
С 2006 по 2021 год Фокин преподавал в Челябинском государственном институте культуры и воспитал плеяду талантливых учеников. Среди них член Союза художников России, доцент кафедры декоративно-прикладного искусства Челябинского госинститута культуры Анна Ржавитина, член Союза художников России, старший преподаватель кафедры декоративно-прикладного искусства этого же вуза Маргарита Габидуллина и многие другие.
По инициативе Константина Владимировича в вузе было создано творческое объединение «Великий чердак». Его участниками были преподаватели и студенты направления подготовки «Декоративно-прикладное искусство и народные промыслы».
Стены Челябинского института культуры украшены монументальной настенной росписью, которую Константин Фокин создал к 50-летию вуза. Роспись выполнена в традициях реализма и включает в себя разные исторические периоды жизни нашей страны.